# Microdynerus perezi
Microdynerus perezi är en stekelart som först beskrevs av Augusto Napoleone Berlese 1927.  Microdynerus perezi ingår i släktet Microdynerus och familjen Eumenidae. Inga underarter finns listade i Catalogue of Life.